# Cá đuối quỷ
Cá ó dơi, cá quỷ hay cá đuối quỷ khổng lồ (Mobula mobular) là một loài cá đuối của họ Mobulidae. Chúng phổ biến nhất ở biển Địa Trung Hải và có thể được tìm thấy ở những nơi khác ở phía đông Đại Tây Dương, ngoài khơi bờ biển phía tây nam của đảo Ireland và phía nam của Bồ Đào Nha.
Nó là lớn hơn so với cá đuối quỷ nhỏ, phát triển đến chiều dài tối đa là 5,2 m, và nó có một đuôi gai. Chúng ăn động vật giáp xác và các đàn cá nhỏ.
Cá ó dơi có một phạm vi sinh sống hạn chế và tỷ lệ sinh sản thấp. Kết quả là nó rất nhạy cảm với sự thay đổi môi trường. Các mối đe dọa chính đối với loài này đến từ sự ô nhiễm ở Địa Trung Hải và tình cờ, bị bắt ngoài ý muốn trong những thiết bị đánh bắt cá khác nhau bao gồm lưới, bẫy cá ngừ, và bẫy cá đao, mà không cái nào trong số đó được dùng để gài bẫy cá đuối khổng lồ. Nó hiện tại được đánh giá là loài nguy cấp do lý do trên.

## Môi trường sống

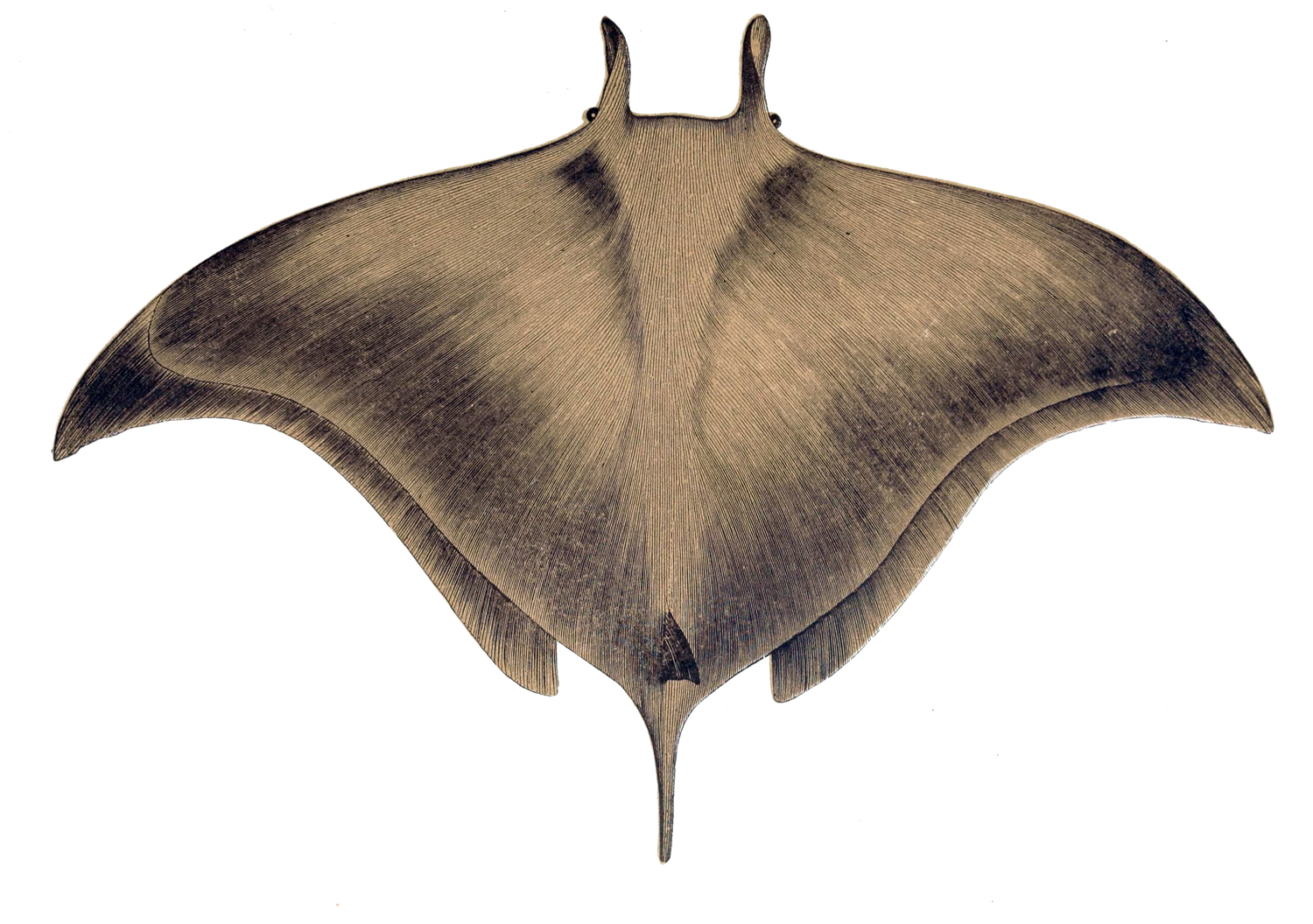
Mobula mobular

Cá ó dơi được biết đến chủ yếu cho cuộc sống tại các các khu vực như Algérie, Croatia, Pháp, Hy Lạp, Israel, Italy, Malta, Tây Ban Nha, và Tunisia, witch are its native habitat. Nó được biết đến chủ yếu sống trong vùng nước ấm và biển Địa Trung Hải cung cấp một môi trường như vậy.

## Hình ảnh

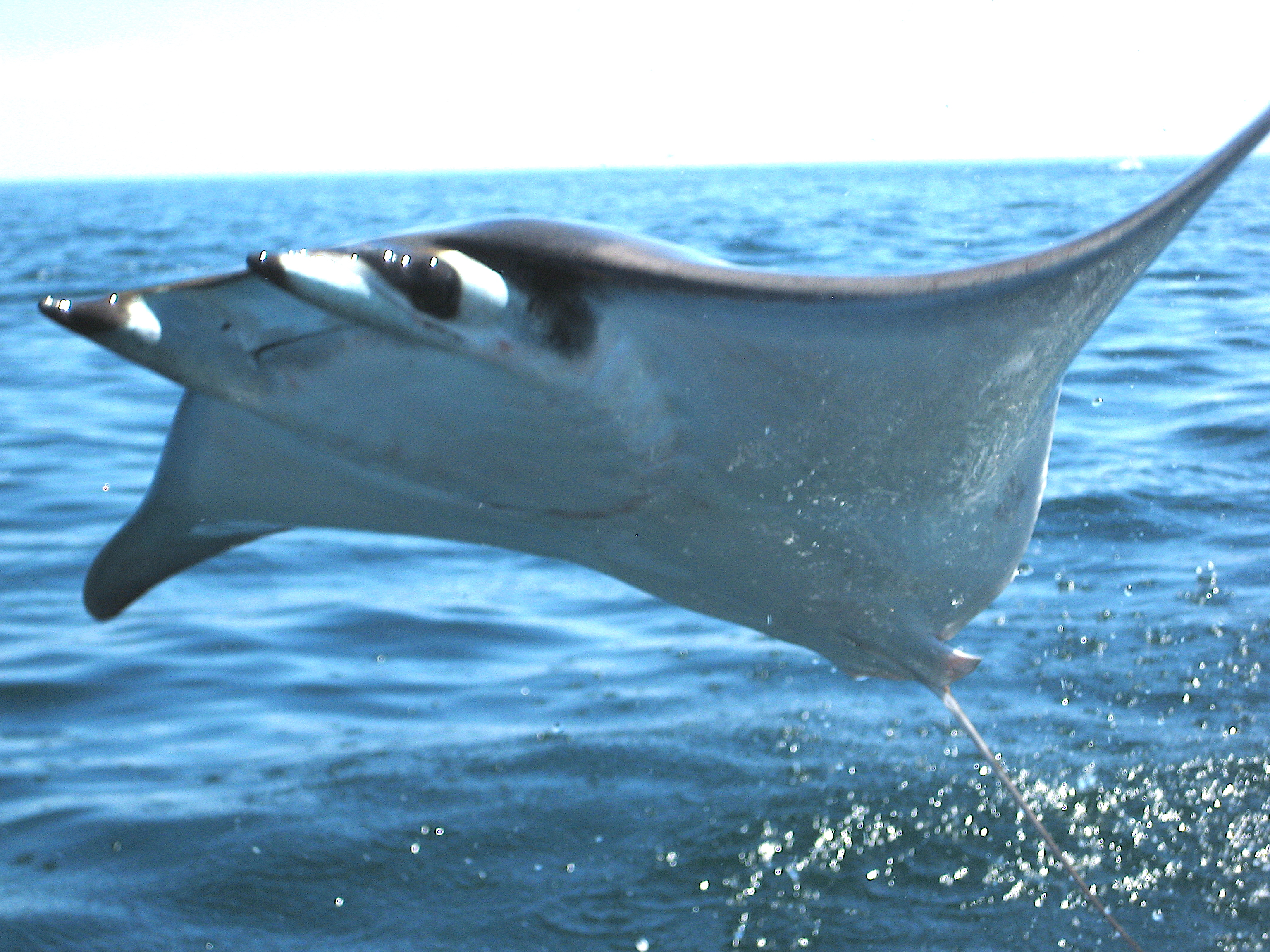
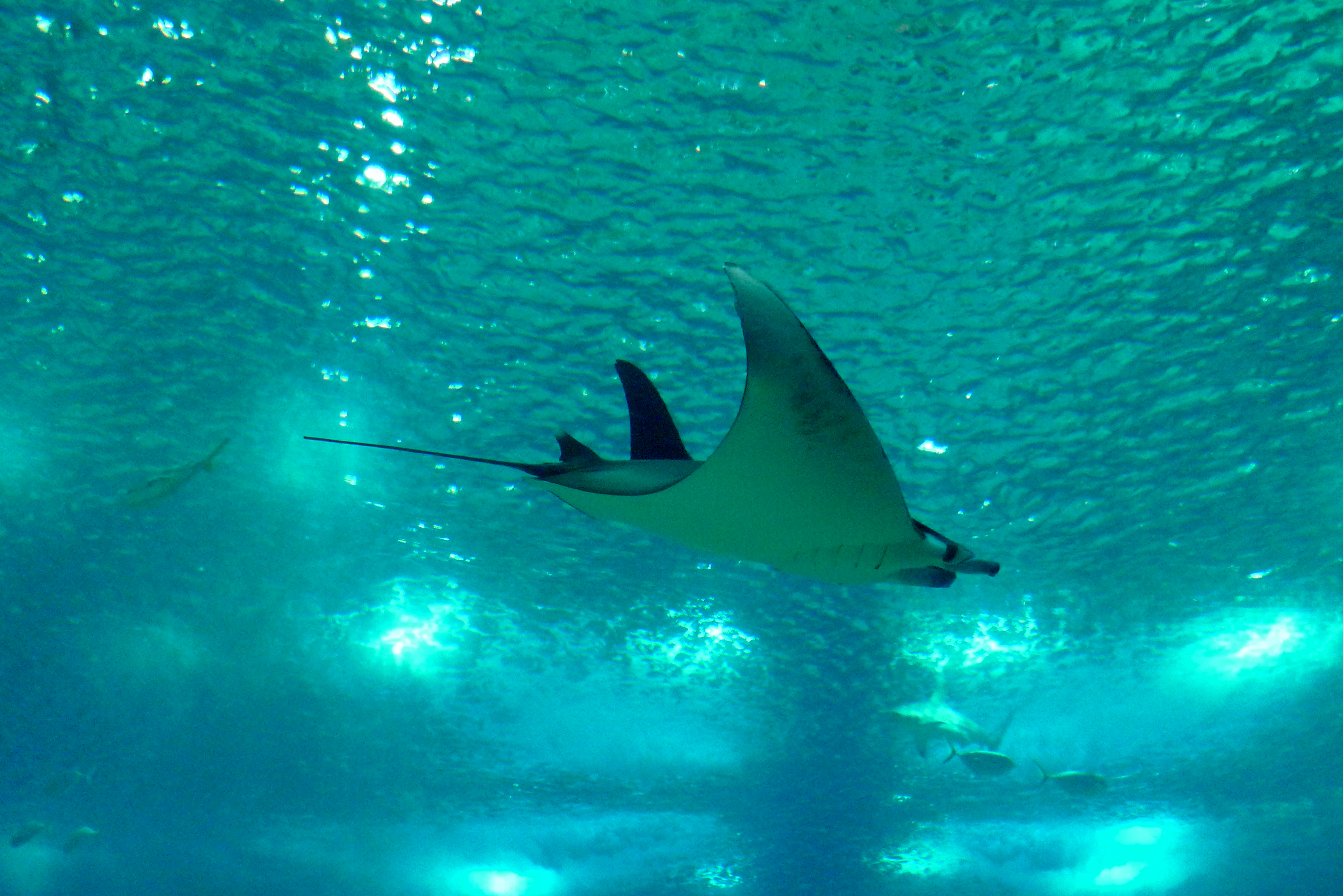
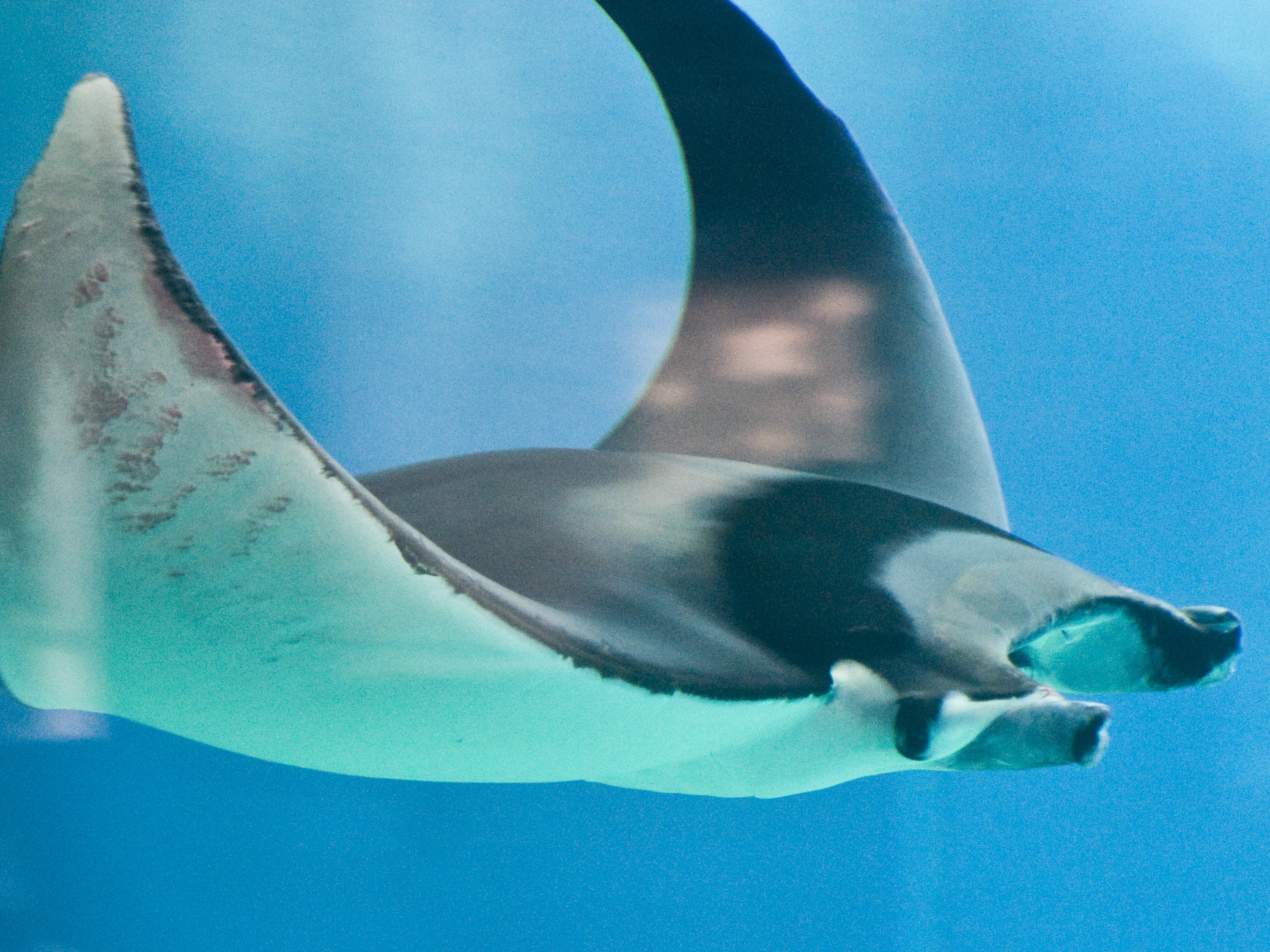
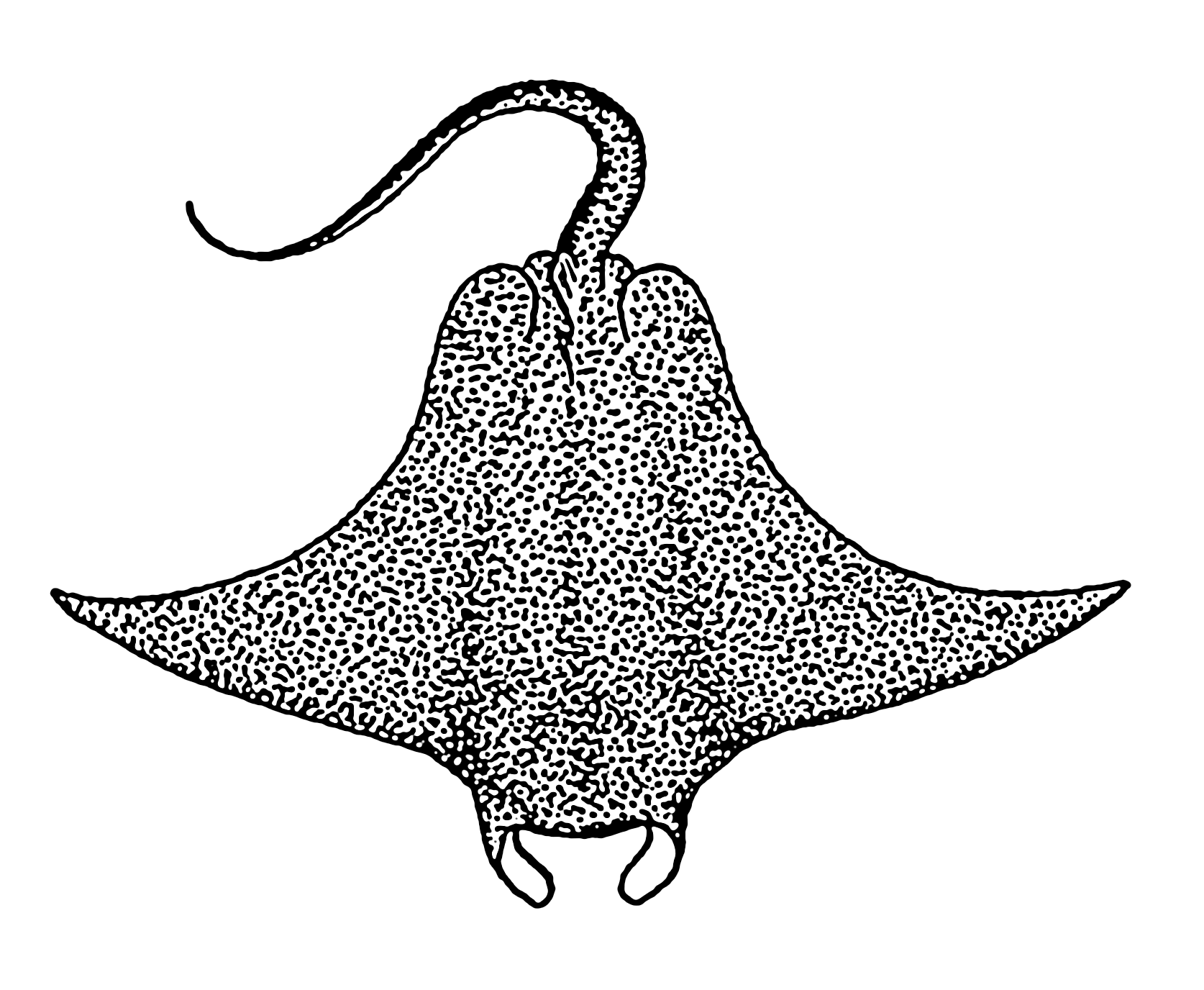